# Loxosomella parvipes
Loxosomella parvipes är en bägardjursart som beskrevs av Iseto 2006. Loxosomella parvipes ingår i släktet Loxosomella och familjen Loxosomatidae. Inga underarter finns listade i Catalogue of Life.